# Rivière Wheeler
Der Rivière Wheeler ist ein 243 km langer linker Nebenfluss des Rivière à la Baleine im Norden der Labrador-Halbinsel in der kanadischen Provinz Québec.

## Flusslauf
Der Fluss hat seinen Ursprung südlich des Lac Keato, knapp 300 km südlich der Ungava Bay. Er fließt in nördlicher Richtung. Dabei bildet er im Unterlauf den See Lac Wheeler. Zahlreiche Stromschnellen kennzeichnen seine letzten vier Kilometer vor seiner Mündung in den Rivière à la Baleine. Der Ort des Zusammenflusses dieser beiden Flüsse hat den Namen Kanniq, das Naskapi-Wort für „Zusammenfluss“.

## Namensgebung
Der Fluss wurde nach E. P. Wheeler benannt, einem amerikanischen Geologen an der Cornell-Universität, der in den Jahren 1926–1928 Labrador und die Ungava-Halbinsel bereiste.